# بوینگو وایرلس
بوینگو وایرلس (انگلیسی: Boingo Wireless) شرکت فناوری اطلاعات آمریکایی است، که در سال ۲۰۰۱ تأسیس شد.